# Jacana (gènere)
Jacana és un gènere d'ocells limícoles de la família dels jacànids (Jacanidae). Aquests jacanes habiten a les Antilles i el continent americà, des de Mèxic fins al nord de l'Argentina.

## Llista d'espècies
Se n'han descrit dues espècies dins aquest gènere:
- jacana del Carib (Jacana spinosa).
- jacana sud-americana (Jacana jacana).